# 金匮县城隍庙旧址
31°34′38″N 120°18′12″E / 31.57729°N 120.30337°E
金匮县城隍庙旧址，位于中华人民共和国江苏省无锡市梁溪区，曾是当地的一个城隍庙，现为无锡市第一女子中学校舍组成部分。

## 沿革
雍正四年（1726年），无锡分为无锡县、金匮县，同属常州府。因原城隍庙归属新无锡县，因此金匮县选址在玄元宫修建，当时由知县王乔林提议，后两任知县马廷相、胡慎相继修建，雍正十三年（1735年）落成。咸丰十年（1860年），太平天国军攻占无锡，摧毁城隍庙。同治六年（1867年），重修。1917年8月，无锡附小扩展为完全小学。学校迁入原金匮县城隍庙内，即后来的无锡县立女子初级中学校址。主体建筑已经毁掉，现存花园。2003年，无锡市人民政府认定金匮县城隍庙旧址为第四批无锡市文物保护单位。